# 段常庆
段常庆（1965年3月—），中华人民共和国政治人物，河南温县人。1991年3月加入中国共产党。2011年9月任原阳县委副书记、代县长，2015年6月底接替李巨峰成为原阳县县委书记，在原阳县政坛盘踞近4年。2015年10月17日，担任县委书记不到四个月的段常庆涉嫌严重违纪接受组织调查。